# Draba sanctae-martae
Draba sanctae-martae är en korsblommig växtart som beskrevs av Otto Eugen Schulz. Draba sanctae-martae ingår i släktet drabor, och familjen korsblommiga växter. Inga underarter finns listade i Catalogue of Life.